# Zeno Clash
Vous lisez un « bon article » labellisé en 2010.
Zeno Clash est un jeu vidéo développé par le studio chilien ACE Team sorti en 2009 sur PC. Il a ensuite été adapté sur Xbox Live Arcade sous le nom de Zeno Clash: Ultimate Edition.
L'histoire prend place dans un monde étrange nommé Zenozoik où le personnage principal, Ghat, est obligé de fuir sa famille à la suite d'un parricide. Accompagné d'une jeune femme, Deadra, son exil le mènera jusqu'aux confins du monde.
Le jeu mêle des genres différents : beat them all, jeu de combat ou encore jeu de tir à la première personne. Il a reçu un bon accueil critique et plusieurs distinctions. Il a notamment été nommé à l'Independent Games Festival et aux Game Developers Choice Awards. Une première suite, Zeno Clash II, est sortie le 30 avril 2013,, et une seconde, Clash: Artifacts of Chaos doit voir le jour le 9 février 2023.

## Scénario

### Situation initiale

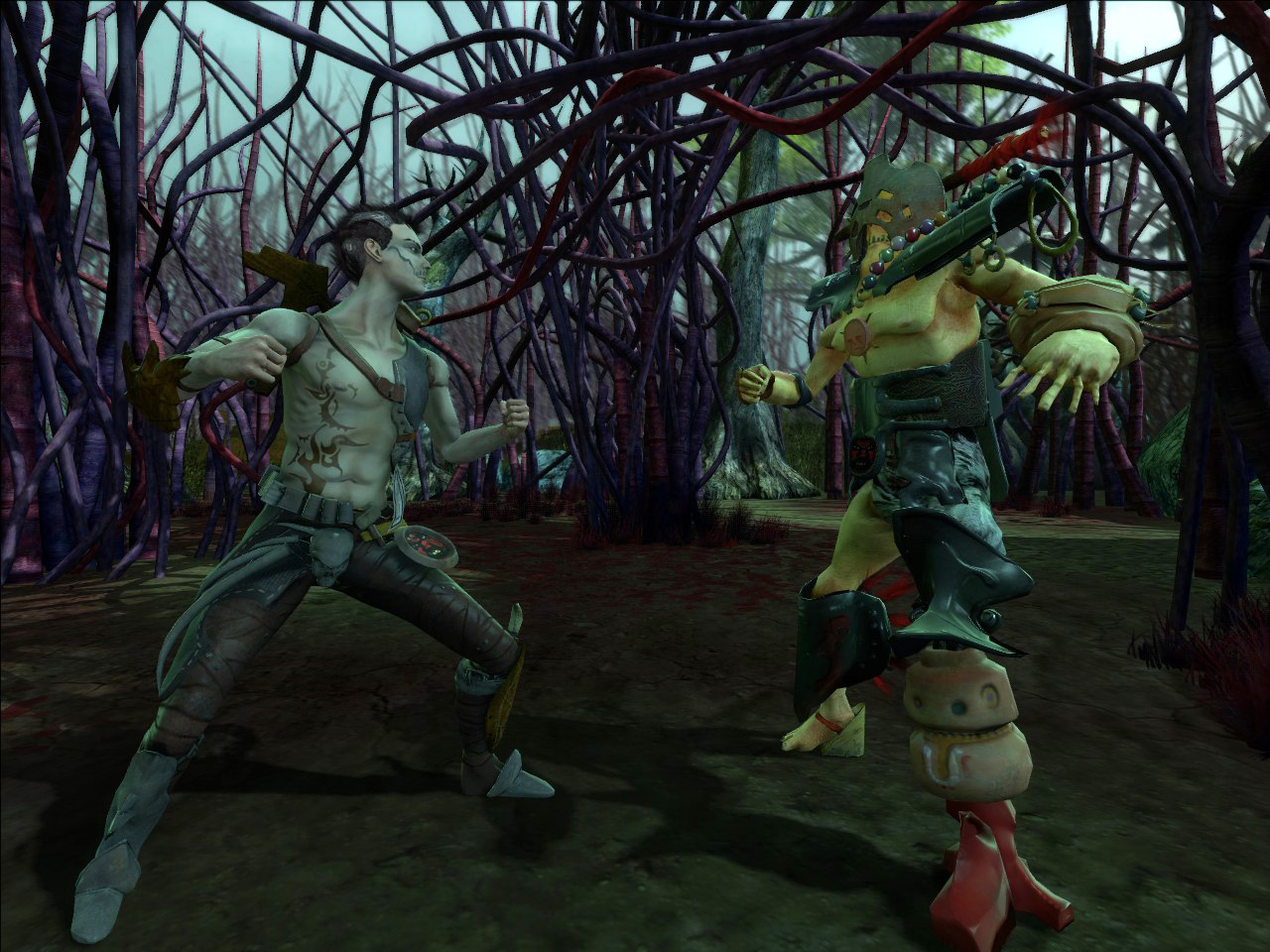
Ghat et Metamoq, le maître d'armes

Zeno Clash prend place dans un monde de fantasy appelé Zenozoik. Dans la ville de Halstedom, Ghat, un jeune humain, se réveille devant le corps sans vie de son géniteur, Père-Mère, une créature mi-homme mi-oiseau. Ghat, hagard, a alors des visions. Il revoit Metamoq, un maître d'armes masqué, qui lui a enseigné le combat par le passé.
Le scénario du jeu commence in medias res car Ghat doit s'enfuir au plus vite de la ville. Il est poursuivi par ses frères et sœurs, qui composent la population de Halstedom, et notamment les violents membres du Gang de la Porte Nord. Ils réclament vengeance pour le meurtre de Père-Mère, leur géniteur. Une jeune femme nommée Deadra l'aide alors dans sa fuite. Ghat se rappelle peu à peu ce qui s'est passé...

### Synopsis
Deadra et Ghat vont se réfugier dans les forêts, situées aux abords de la ville. Ghat se rappelle avoir vécu dans celles-ci par le passé avec les Corwids de la Liberté, les habitants dégénérés de Zenozoik. Il s'était finalement éloigné d'eux et était retourné à Halstedom. Chaque Corwid est obnubilé par un but étrange qui lui est propre. Ils montrent une grande détermination pour atteindre ces buts, ce qui force l'admiration de Ghat. Néanmoins, quand Deadra et Ghat traversent les forêts, ils dérangent les Corwids et doivent les combattre.

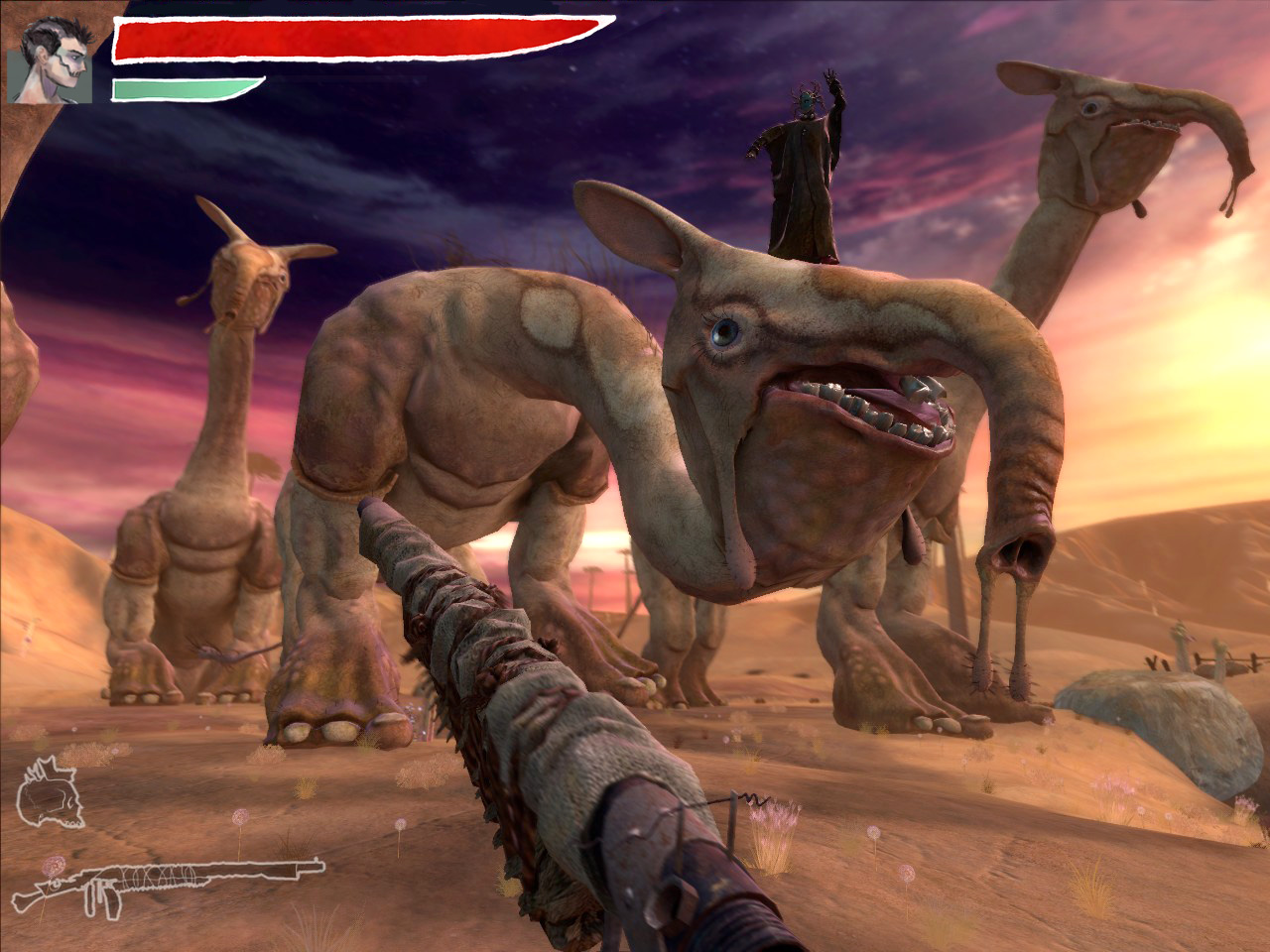
Le Chasseur sur la tête d'un Mucalosaure

Deadra et Ghat parviennent finalement à rejoindre le désert. Ghat part chasser des lapins pour leur repas. À son retour auprès de Deadra, il se fait attaquer par un mercenaire aveugle, le Chasseur. Celui-ci lui apprend que la famille de Ghat l'a employé pour les tuer. Il propose alors un duel au jeune homme, dans une zone du désert où vivent des créatures géantes, les Mucalosaures. Le Chasseur, juché sur l'un d'entre eux, envoie sur Ghat des écureuils sur lesquels il a accroché des barils d'explosif qu'il fait sauter en tirant dessus avec son mousquet. Les écureuils sont dressés et poursuivent Gath qui ne peut se défendre qu'à l'aide d'un mousquet que le chasseur a consenti à lui donner.
Ghat remporte le combat, laissant derrière lui le Chasseur pour mort. Après ce combat, Ghat raconte à Deadra son retour des forêts à Halstedom. Ghat était alors à la recherche de Père-Mère et rejoignit le bar du Gang de la Porte Nord en quête d'informations. Un client l'accompagna auprès de son géniteur qui ordonna à ses gardes du corps de le protéger contre Ghat, sans que ce dernier ne comprenne pourquoi. Après avoir vaincu les gardes, Ghat fut banni de Halstedom par Père-Mère, qui estima qu'il était désormais un Corwid et qu'il n'avait plus rien à faire parmi ses enfants. Deadra souhaita savoir pourquoi Ghat cherchait Père-Mère mais il refusa de lui répondre.

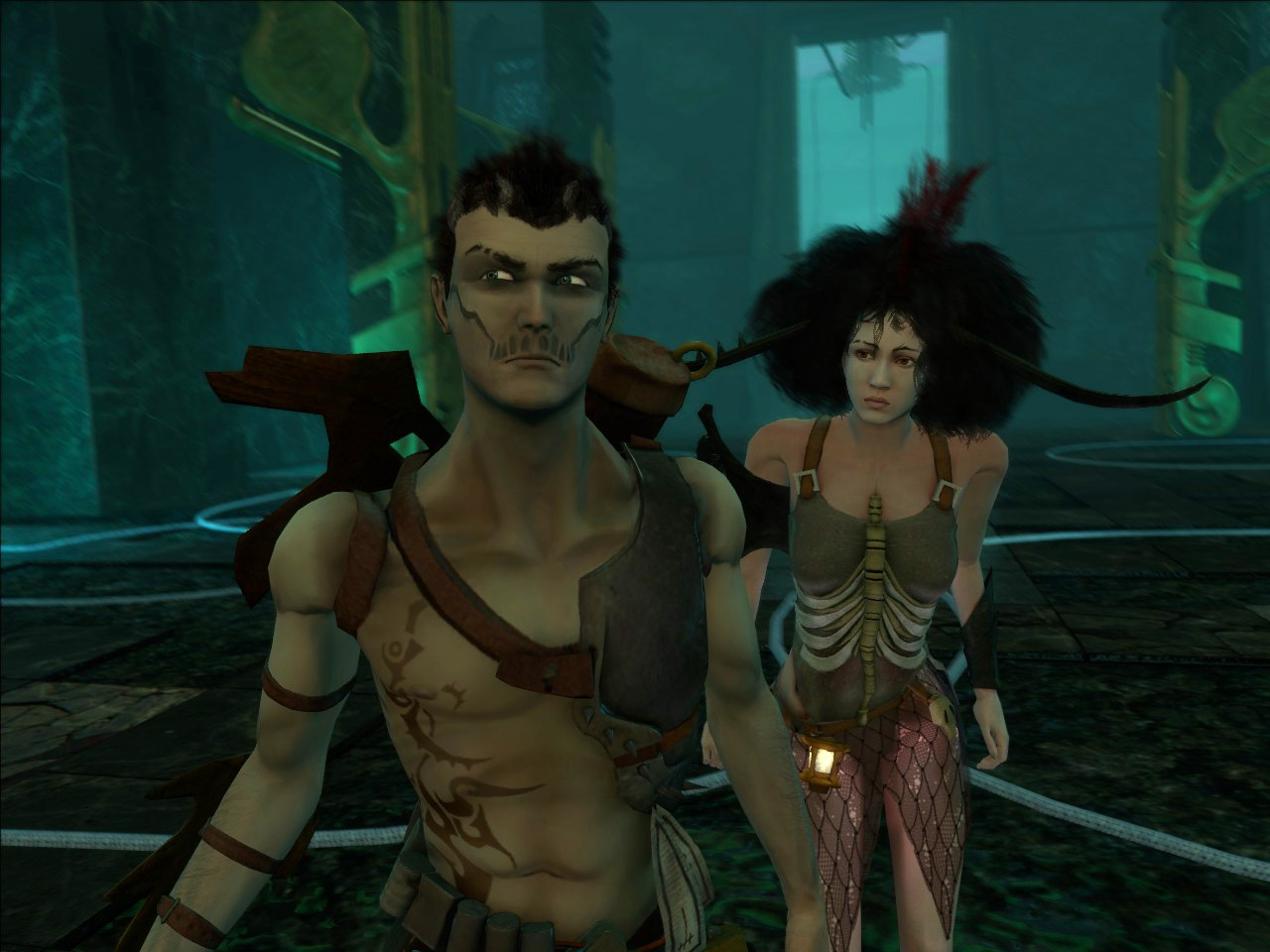
Ghat et Deadra dans la forteresse du Golem

Deadra et Ghat arrivent aux confins du monde où le ciel s'assombrit. Ils y affrontent des Ombres, des sortes de spectres. Ils atteignent finalement une forteresse et sont séparés à l'entrée de celle-ci. Ghat avance seul dans la forteresse et est de nouveau attaqué par des Ombres qu'il parvient à défaire. Deadra parvient à le rejoindre devant un trône. Sur celui-ci, une étrange créature est retenue dans un état de stase par un système électrique. Elle se réveille et leur dit son nom : Golem. Le Golem, qui semble omniscient, révèle aux deux jeunes gens qu'au-delà de la forteresse, le monde s'arrête, et que le seul endroit où Deadra et Ghat pourront vivre en paix est Halstedom. Il leur propose alors, en remerciement de sa libération, de les accompagner et de les aider à résoudre leurs problèmes pour qu'ils réintègrent la ville.
Le groupe remonte alors une rivière en bateau pour retourner à Halstedom. Sur le trajet, ils sont attaqués par des adorateurs des Mucalosaures qui arpentent les rives. Ensuite, ils doivent de nouveau combattre les Corwids et les frères et sœurs de Ghat que le groupe rencontre par hasard dans les forêts. Après ces combats, sur les conseils du Golem, Ghat décide de révéler la vérité sur son passé à Deadra.

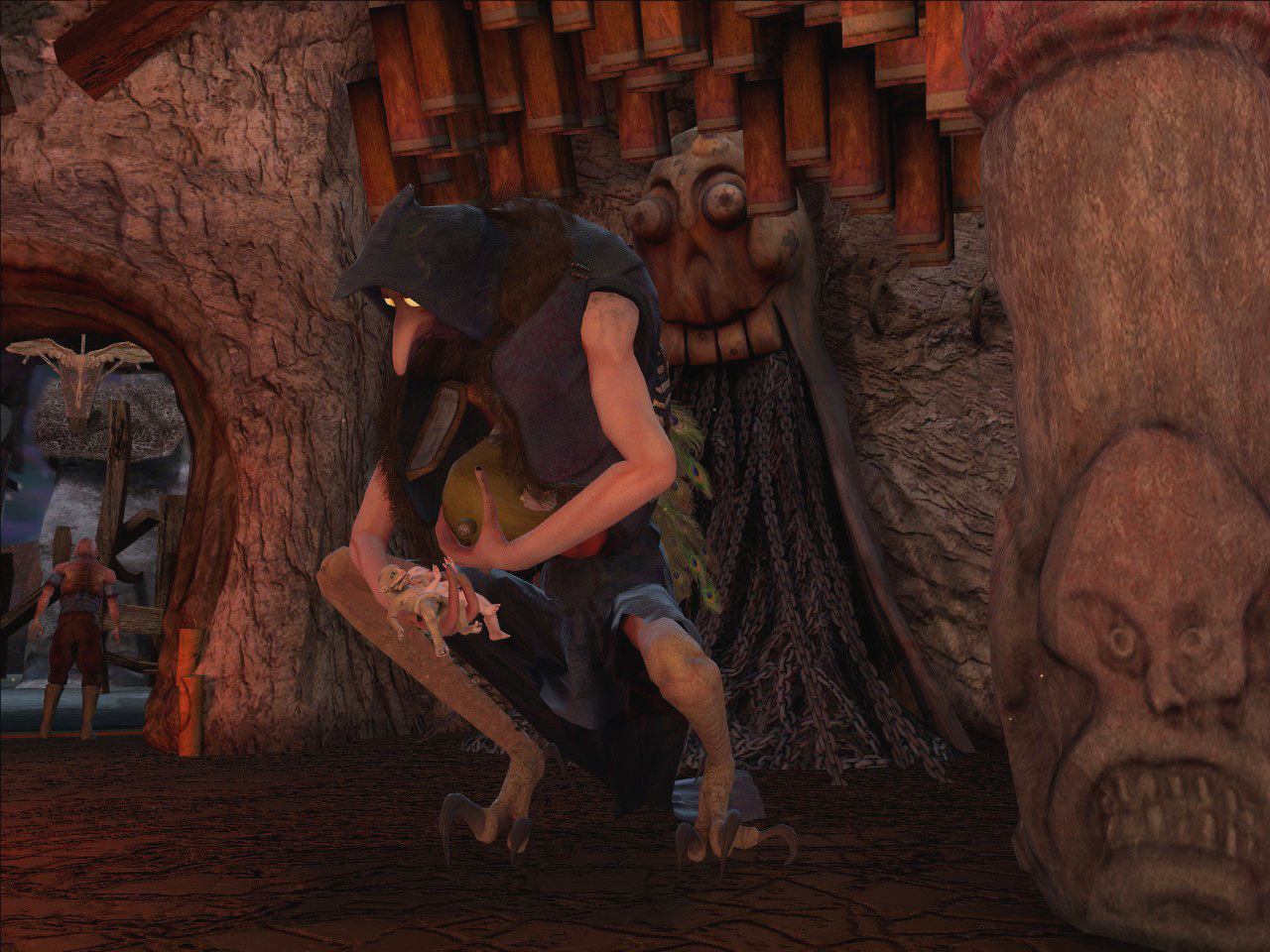
Père-Mère

Après son exil, Ghat s'était mis de nouveau à la recherche Père-Mère pour le confronter, ce qu'il n'était pas parvenu à faire la première fois. C'est pourquoi, malgré son bannissement, il retourna à Halstedom par les égouts. Il découvrit Père-Mère mais fut repéré par ses frères et sœurs qu'il dut combattre une nouvelle fois. Enfin face à Père-Mère, Ghat lui ordonna d'avouer son secret. Mais Père-Mère refusa et préféra combattre Ghat. Au moment où Père-Mère allait tuer Ghat, ce dernier utilisa un crâne explosif qui provoqua son évanouissement. Ensuite Ghat se réveilla devant le corps de Père-Mère et prit la fuite avec Deadra. Après cette histoire, Ghat refuse de révéler à Deadra le secret de Père-Mère par respect envers les morts.
Pour rejoindre Halstedom, le Golem propose à Ghat un chemin de traverse par les côtes. Le groupe rencontre alors une jeune femme qui berce dans ses bras un porcelet. Elle est persuadée qu'il s'agit de son fils. Le Golem dit alors à Ghat de se souvenir de cette femme et de se tenir sur ses gardes, car un être dangereux est sur leurs traces. Le Golem lui enjoint alors d'aller à la plage de l'Écho et d'affronter en duel cet être. Sur la plage, où un cétacé géant est échoué, Ghat retrouve le Chasseur. Il gagne le premier combat à distance mais doit finalement se battre au corps à corps avec le mercenaire aveugle. Après un âpre affrontement, le Chasseur manque de porter le coup fatal à Ghat mais le Golem parvient à retenir sa main. Le mercenaire blesse alors le Golem dont la blessure est instantanément répercutée sur Ghat et sur Deadra. Le Golem tue le Chasseur et reprend la route de Halstedom suivi par les deux jeunes gens.
À la porte de Halstedom, Deadra et Ghat affrontent le Gang de la Porte Nord et découvrent que Père-Mère a survécu. Celui-ci, blessé et amoindri, leur demande de le suivre. Ghat affronte de nouveau Père-Mère. Père-Mère prend le dessus et s'apprête à l'achever mais le Golem, en se brisant le poignet, parvient à retenir Père-Mère qui subit par répercussion, à l'instar de Deadra et Ghat, les blessures du Golem. Ghat a alors Père-Mère à sa merci mais refuse de le tuer ou même de révéler son secret car il le considère toujours comme son père. Il lui demande juste de cesser ce qu'il fait aux enfants de Zenozoik. Le Golem, moins clément, décide néanmoins de dévoiler le secret de Père-Mère à sa famille. Père-Mère est en fait un mâle stérile qui vole les enfants à leurs parents biologiques juste après leur naissance. Le Golem se propose alors d'aider les « enfants » de Père-Mère à retrouver leurs vraies familles. Il leur explique que le monde ne se résume en fait ni à Halstedom ni même à Zenozoik. Le Golem résout alors un Rubik's Cube qu'il gardait sur lui. Le jeu se termine finalement avec un plan montrant une sentinelle ressemblant au Golem et possédant elle aussi un Rubik's Cube.

## Système de jeu

### Mélange des genres

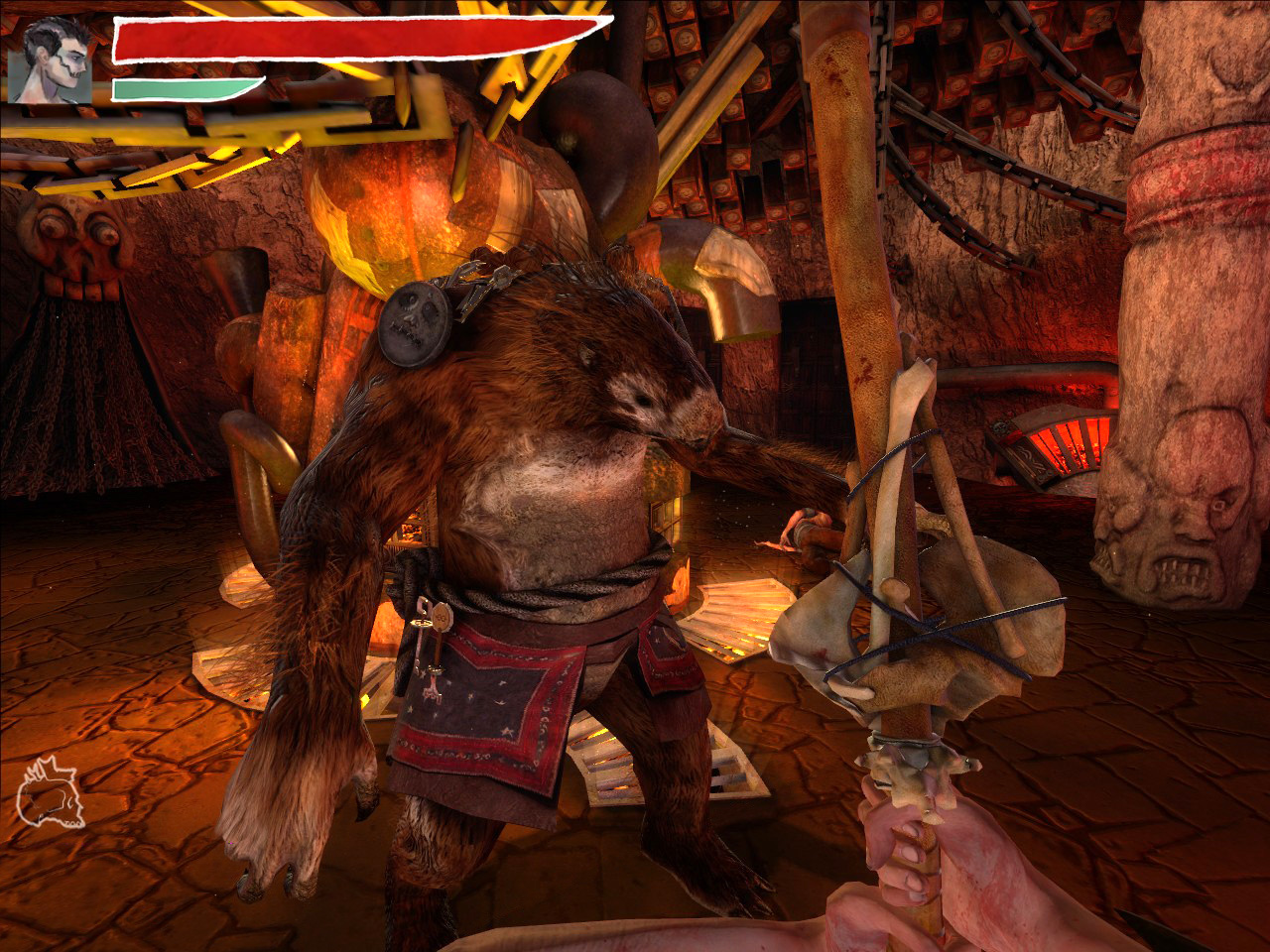
Des armes lourdes sont indispensables pour terrasser les gros ennemis

Zeno Clash propose un système de jeu original mêlant des genres rarement associés. Les développeurs se sont inspirés de jeux à la première personne mêlant des genres différents comme par exemple la série Dark Project (tir subjectif / infiltration) ou System Shock (tir / action / rôle). Jonathan Glover de The Escapist le compare au beat them all Heavy Metal: Geomatrix sur Dreamcast. Alexandre Cortona de PC Jeux estime quant à lui que le système de jeu le plus proche de Zeno Clash est celui de Condemned: Criminal Origins. Ce mélange lui vaut parfois d'être classé dans la catégorie générique des jeux d'action.
Il se joue à la première personne et est principalement basé sur des combats au corps à corps, généralement à mains nues. Le joueur parcourt le monde de manière linéaire. Quand il accède à certaines zones, il déclenche une séquence de combat durant laquelle il doit défaire plusieurs adversaires. Ces combats ont lieu dans des zones restreintes qui constituent des arènes.

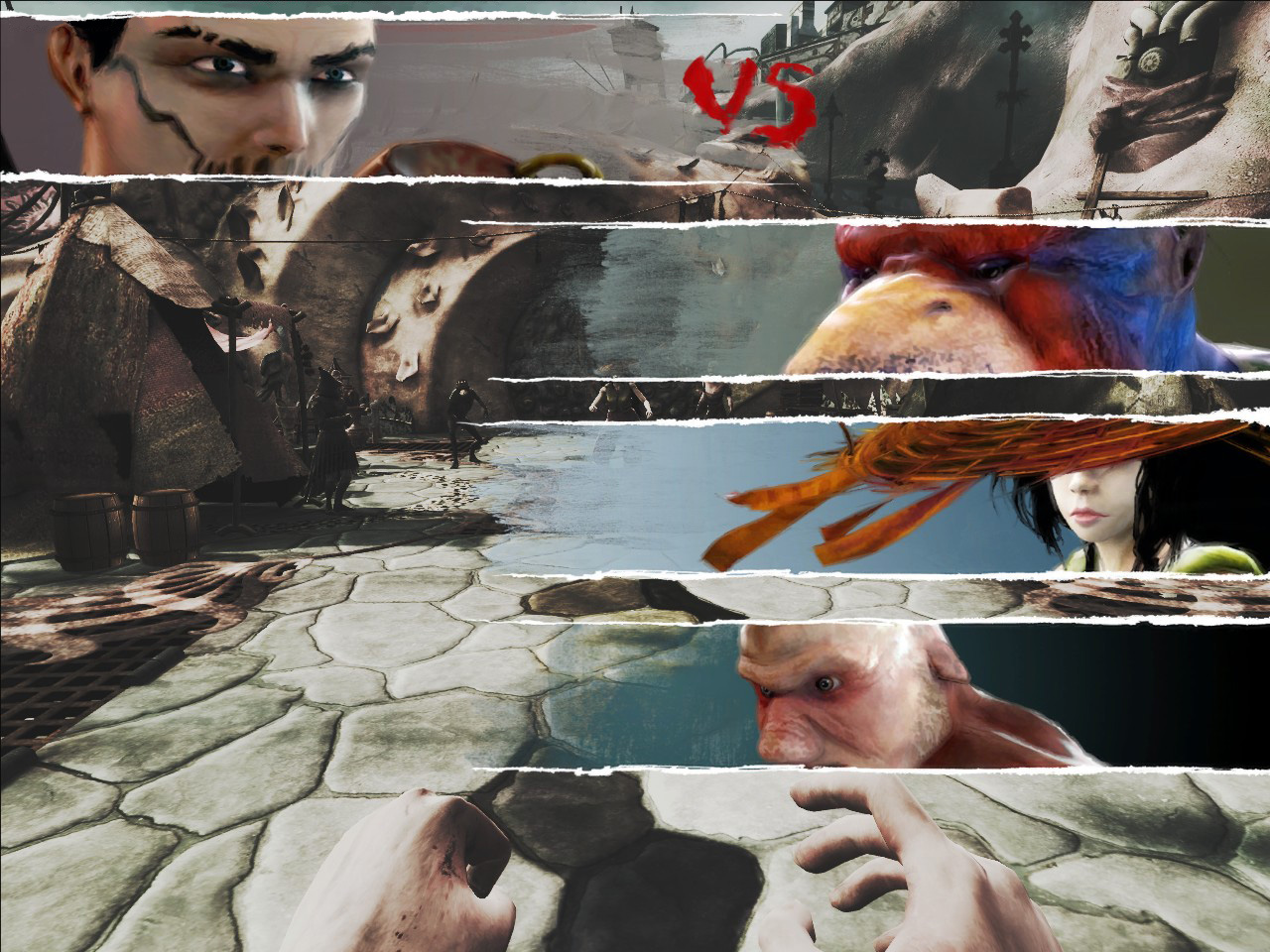
Comme dans un jeu de combat, un splash screen annonce les participants avant le début du combat

Un système de verrouillage permet de sélectionner l'ennemi sur lequel les attaques au corps à corps doivent se concentrer. Le joueur dispose de plusieurs mouvements de combat : coup de poing normal, coup de pied bas, coup de poing puissant, parade et projection. Ces différentes aptitudes peuvent être associées pour effectuer des combos (par exemple, une parade suivie d'un coup de poing dans un bon timing fait une contre-attaque). Ces séquences s'apparentent à la fois à des phases de jeu de combat et à des phases de beat them all, ce qui était la volonté des développeurs,. Occasionnellement, Ghat devra affronter la faune de Zenozoik.
Le joueur peut également ramasser des armes de jet, des armes à feu, des armes contondantes et des crânes explosifs (sorte de grenades) qu'il pourra utiliser durant les combats. Le jeu reprend alors des mécanismes classiques de jeu de tir à la première personne. Certaines séquences particulières se déroulent dans des corridors où le joueur ne contrôle pas la progression de l'action mais doit tuer les ennemis présents sur un chemin prédéterminé (lors de la séquence sur la rivière notamment).
Pendant les combats, le joueur dispose d'une barre de vie qui diminue sous les attaques des ennemis et qui peut être régénérée en ingérant des fruits répartis dans certaines arènes. L'interface présente une barre d'endurance qui se consume quand il sprinte où quand il pare trop souvent les coups.

### Modes de jeu
Le mode solo, qui est le mode de jeu principal, est découpé en dix-huit chapitres qui composent l'ensemble des niveaux. Sa durée de vie est estimée à entre trois et quatre heures.
En plus de ce mode, le jeu propose un mode Challenge dans lequel le but est d'affronter des vagues d'ennemis dans une succession d'arènes situées dans une tour. Plus le joueur monte dans la tour (d'un échelon après chaque combat) plus les ennemis sont nombreux et puissants. Les résultats sont enregistrés sur un serveur à chaque fois qu'il bat le boss de fin. Ensuite, un classement des meilleurs joueurs est établi. Ce mode a bénéficié de mises à jour après la sortie du jeu pour le rendre plus complet et proposer un challenge différent (nouveaux étages, nouveaux ennemis, chutes du joueur depuis certaines arènes vers les niveaux inférieurs...).
Zeno Clash propose également des challenges supplémentaires sous la forme de 19 succès à débloquer.

## Analyse

### Thèmes et représentations

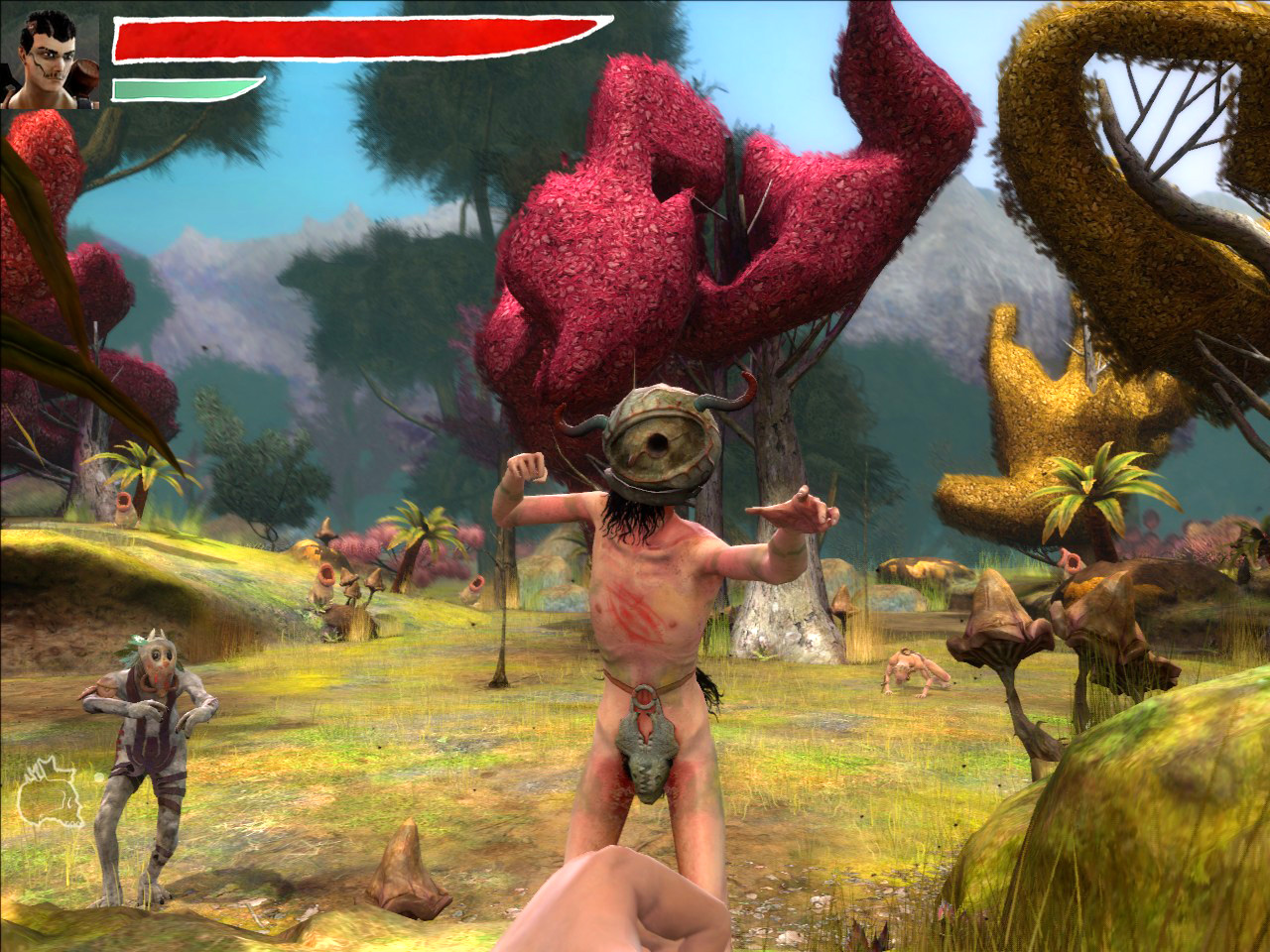
Les Corwids et leur folie représentent une forme de liberté ultime

L'un des thèmes de Zeno Clash est la liberté représentée par les différents Corwids que le joueur rencontre au cours de son odyssée.
- Ghat et Deadra croisent le corps sans vie d'Erminia, une Corwid qui refusait de satisfaire les besoins vitaux que sont l'hygiène et le besoin de s'alimenter.
- Ghat, alors qu'il va vivre avec les Corwids, doit affronter Gabel, un cannibale.
- Metamoq, le maître d'armes, est un Corwid. Il recherche la perfection martiale.
- Ghat doit également combattre Helim, un Corwid qui souhaite devenir invisible. Comme celui-ci refuse qu'on le voie, il s'attaque à tous les étrangers qui remarquent sa présence.
- Ghat, vivant chez les Corwids (dans un flashback) croise dans les forêts Oxameter, un Corwid qui marche tout droit et refuse de changer de direction, de contourner les obstacles. Ghat retrouve sa dépouille dans le désert, bloquée contre un rocher.
- En arrivant dans les forêts, Ghat et Deadra croisent Talonco, un Corwid qui se tape la tête contre les arbres. Il refuse la douleur.
- Ghat doit également affronter Chneero, un Corwid qui hypnotise les gens avec sa musique et refuse le libre arbitre d'autrui.

La folie des Corwids est l'expression ultime de la liberté. Ils se battent contre les règles humaines mais aussi les règles de la nature.

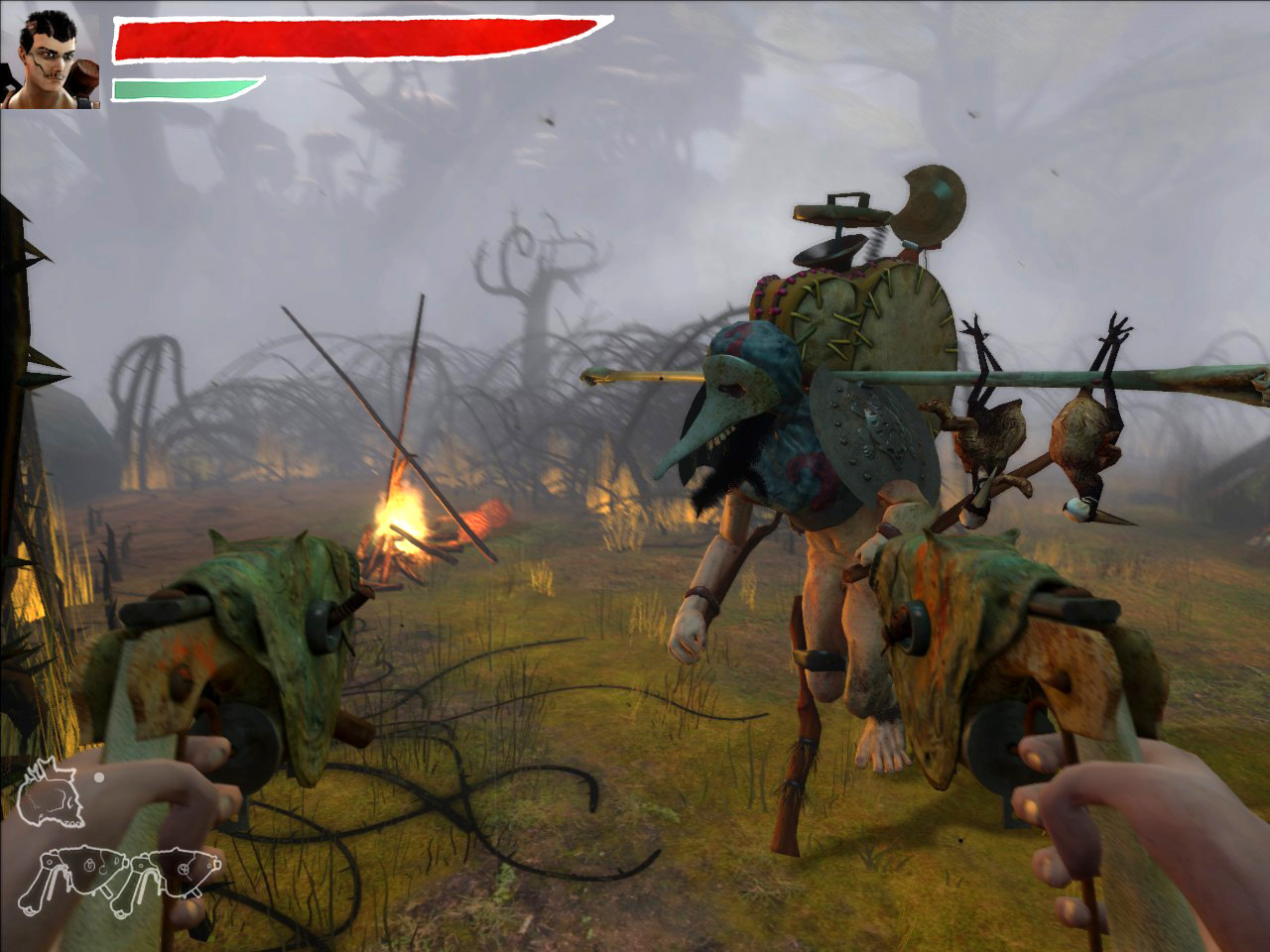
Le Corwid Chneero

Un autre thème de Zeno Clash est la laideur. Outre une esthétique dérangeante, les développeurs ont voulu créer un malaise à travers le character design. Père-Mère, par exemple, est un personnage laid. Les joueurs l'associent donc spontanément à des actes mauvais et malintentionnés alors qu'en fait, il est guidé par l'amour de ses enfants. Ce paradoxe provoque un sentiment d'étrangeté revendiqué par les créateurs du jeu. Le nom Zenozoik provient du grec Cenozoic signifiant « nouvelle vie ». Zeno peut également faire penser à la racine Xeno signifiant « étranger ».
Dans Zeno Clash, il est aussi question de quête de la vérité et de refus à accepter celle-ci, thèmes qui sont représentés par le secret de Père-Mère. Le mode Challenge fait d'ailleurs référence à ce thème, Ghat combattant des versions sombres et illuminées de lui-même : ses démons intérieurs, c'est-à-dire le fait qu'il ne connaisse pas son origine et qu'il soit en possession d'un secret lourd à porter. Le personnage de Deadra a été conçu pour permettre à Ghat de raconter son passé et ainsi, l'accepter. Jack Elliott de Neon Black Games la compare au personnage d'Alyx Vance dans Half-Life 2.
Le Rubik's Cube est un symbole utilisé pour marquer le joueur et qu'il l'associe au jeu. Sa signification devrait être révélée dans Zeno Clash II.

### Esthétique
Zeno Clash propose un univers de fantasy très différent des univers classiques du genre en général basés sur les éléments créés par J. R. R. Tolkien,. Son esthétique est guidée par une absence délibérée de logique. Les développeurs voulaient créer un jeu à l'esthétique différente des autres productions, qui soit étrange et colorée.
Pour éviter aux décors d'être répétitifs, ACE Team a associé une palette de couleurs à chaque environnement. Le premier environnement créé par l'équipe est la ville de Halstedom, une ville ancienne en ruine surplombée par des constructions récentes faites de bric et de broc. Elle est composée de nombreux bâtiments abandonnés dans lesquels les habitants déambulent et vivent comme des nomades. Les formes utilisées pour créer l'environnement sont asymétriques et organiques, inspirées des illustrations de John Blanche, des peintures de Jérôme Bosch et du film Dark Crystal de Frank Oz. Le jeu utilise peu de parallélépipèdes rectangles à l'inverse des objets du monde réel, ce qui a impliqué de nouvelles contraintes de programmation notamment au niveau de la gestion de la lumière. L'environnement des bois présente des plantes variées et inhabituelles à l'image des Corwids qui les peuplent.
La tour du mode Challenge étant un mode de jeu non scénarisé, il propose plusieurs références à d'autres jeux vidéo. La version sombre de Ghat est une référence à la version sombre de Link dans Zelda II: The Adventure of Link. Les thèmes des décors peuvent également faire penser au jeu Spelunky de Derek Yu.
L'une des inspirations majeures du jeu est la Préhistoire (animaux faisant penser à des dinosaures, utilisation des ossements, population limitée, etc.). GameZone compare l'univers du jeu à celui d'Oddworld, aux niveaux souterrains d'Half-Life et au film d'animation canadien de 1983 Rock & Rule. Jonathan Glover de The Escapist compare l'univers de Zeno Clash à ceux issus des collaborations entre les auteurs de bandes dessinées Alejandro Jodorowsky et Mœbius ainsi qu'aux créations du Jim Henson's Creature Shop. Alexandre Cortona de PC Jeux compare l'univers du jeu au film Mad Max, aux romans de Franz Kafka et à Alice au pays des merveilles.

## Développement

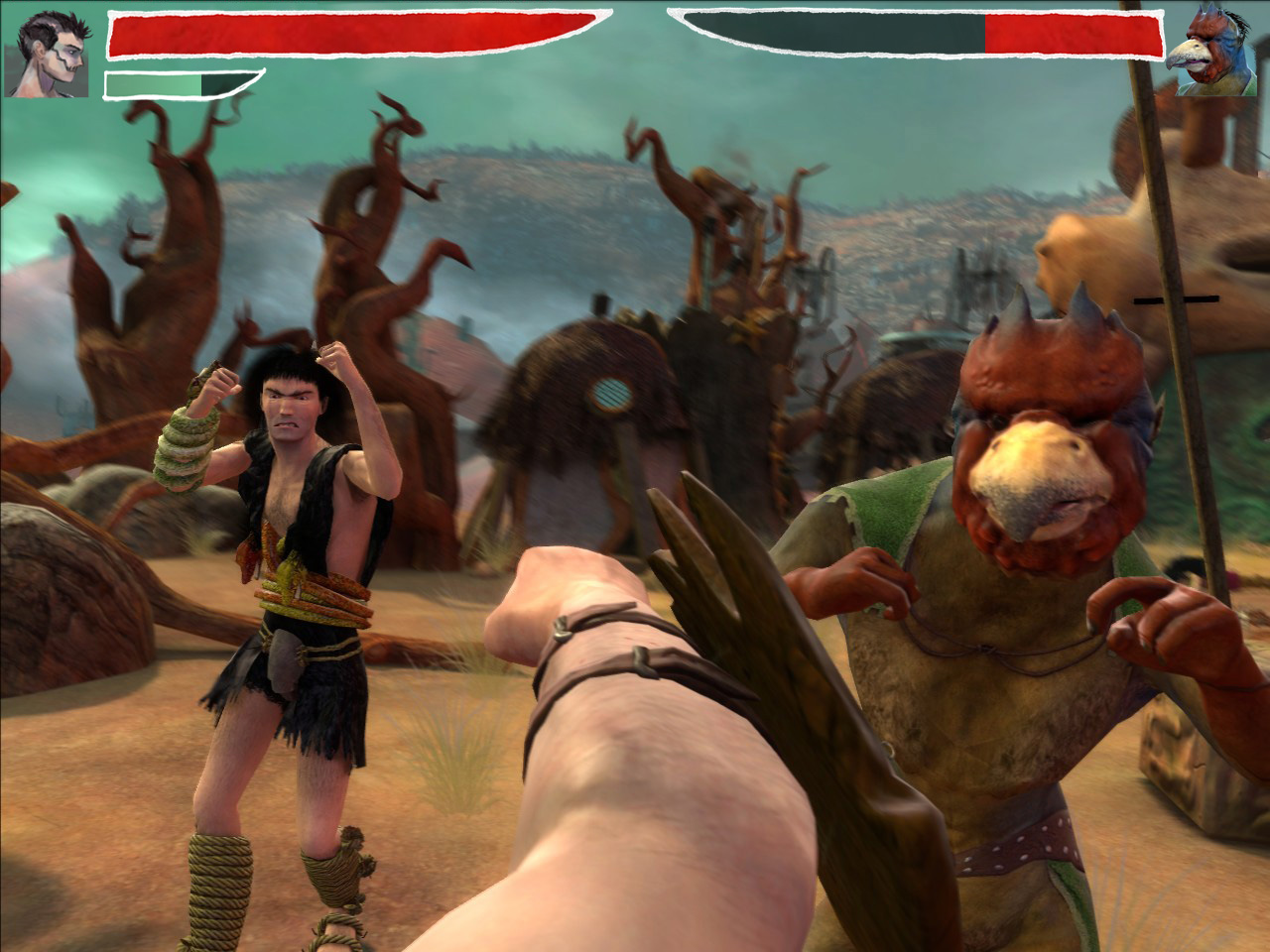
Dès le début du développement, l'idée centrale du jeu était le combat au corps à corps

ACE Team a commencé le développement de Zeno Clash en 2007, plusieurs années après l'échec du développement d'un jeu nommé Zenozoik, et dont l'univers était similaire. Partant d'un concept ambitieux mais ayant une équipe réduite à sept personnes, ACE Team a dû circonscrire le développement de Zeno Clash à ses éléments fondamentaux : le combat au corps à corps à la première personne et l'univers surréaliste. Ils ont donc dû faire l'impasse sur les éléments de jeu de rôle que l'équipe souhaitait initialement intégrer. ACE Team ayant été fondé sans moyens au Chili par trois frères - Andrés, Carlos et Edmundo Bordeu - l'équipe a dû s'installer dans le salon de l'appartement que partageaient les jumeaux Carlos et Andres.
Le jeu fut dès le début conçu comme un beat them all à la première personne, un concept difficile à expliquer aux éditeurs qui n'arrivaient pas à mettre le jeu dans une case existante. À l'origine, ACE Team avait de l'expérience en développement sur le moteur id Tech 3 mais ils décidèrent de développer le jeu avec le Source Engine, spéculant sur le succès de Steam, qui en était alors à ses débuts. En effet, ils espéraient, par le choix du moteur de Valve Corporation, obtenir plus rapidement une possibilité de distribution via Steam. Parmi les outils utilisés lors du développement en plus de ceux fournis avec le Source Engine, ACE Team a utilisé 3D Studio Max et Adobe Photoshop.
Selon Carlos Bordeu, Zeno Clash a bénéficié de plusieurs facteurs positifs qui ont permis la réussite de son développement et le succès de sa commercialisation. Tout d'abord, il estime que l'accès rapide à la distribution sur Steam a permis au jeu d'être disponible partout dans le monde et que le développement au Chili a permis de réduire son coût. Ensuite, pour lutter contre la contrefaçon, il prit l'initiative de laisser des messages sur les sites de warez expliquant que le téléchargement illégal du jeu serait néfaste pour l'avenir du studio. Cette approche inédite fut citée dans les actualités de nombreux sites Internet sur les jeux vidéo, ce qui donna à Zeno Clash une campagne de promotion gratuite et inattendue.
Après la commercialisation, il regrette néanmoins que l'équipe ait produit trop de contenu par rapport aux ressources disponibles pour les intégrer au code, que la question de la mise en lumière des mondes n'ait pas été tranchée assez rapidement en amont, que la création se soit faite de manière itérative et non de manière construite et planifiée, que le studio n'ait pas eu le temps de créer un mode multijoueur et que le doublage n'ait pas été plus professionnel.
Finalement, en plus des sept membres d'ACE Team, deux personnes furent employées en externe (audio et musique). Le budget de Zeno Clash est estimé entre 200 000 et 250 000 $. Avec les recettes du jeu, ACE Team a pu acheter des locaux à Santiago du Chili et a ensuite travaillé sur son portage sur Xbox Live Arcade.
Équipe de développement
- Direction artistique : Edmundo Bordeu
- Conception : Andrés Bordeu, Carlos Bordeu
- Programmation : David Caloguerea
- Animation : Gabriel Garcia
- Level design : Juan Briones, Andrés Bordeu, Carlos Bordeu, Edmundo Bordeu
- Graphisme : Andrés Bordeu, Carlos Bordeu, Edmundo Bordeu, Jose Tomas Morande
- Scénario : Edmundo Bordeu
- Musique : Patricio Meneses
- Son : Antonio Dominguez, Andrés Bordeu, Carlos Bordeu
- Animation additionnelle : Carlos Bordeu
- Voix : Eric Gusky (Ghat)[17], Carmen Bordeu, Fernan Gonzalez, Wendy Brown, Esme O'Kelly, Antonio Dominguez, Edmundo Bordeu, Andrés Bordeu, Juan Briones

## Distribution
Zeno Clash est sorti le 21 avril 2009 en téléchargement sur Steam et Direct2Drive pour 20 $. Une période de pré-vente à prix réduit a eu lieu à partir du 19 mars. Le prix était réduit de 50 % le premier jour et de 25 % pendant le reste de la période de pré-vente. Une démo jouable incluant les premiers chapitres du mode solo et un niveau du mode Challenge est sortie le 1er mai 2009. À l'occasion des mises à jour du mode Challenge, le jeu fut soldé à -50 % le week-end du 29 et 30 juin. En août, Zeno Clash fut inclus dans le pack The Best of Indie: Volume 1 à prix réduit de Direct2Drive,. Selon les développeurs, le jeu se vend correctement mais surtout sur le long terme grâce au bouche à oreille. Zeno Clash a été en tête des ventes sur Direct2Drive et deuxième sur Steam,.

## Accueil

### Critique
Zeno Clash a généralement reçu de bonnes critiques par la presse spécialisée. Il reçoit sur l'agrégateur de critiques GameRankings une note moyenne de 77,8 %, ce qui est considéré comme étant le reflet de critiques généralement favorables,.
La première chose qui frappe les critiques dans Zeno Clash est son univers unique qui est généralement considéré comme l'un des points forts du jeu,,. Néanmoins, cet univers tranche tellement avec les productions classiques que certains critiques craignent qu'il ne déplaise à de nombreux joueurs,. L'autre point fort du jeu selon les critiques est sa bande son, notamment le doublage et la musique,. Néanmoins, Jason Ocampo d'IGN déplore des dialogues un peu grandiloquents et Marc Pelatan de Jeuxvideo.com regrette que les néologismes utilisés pour décrire l'univers du jeu soient mal retranscrits dans les sous-titres français.
Le principal point négatif relevé par les critiques est la répétitivité du jeu en partie due à un recyclage des ennemis et des environnements dans la dernière partie du jeu,,,. La durée de vie du jeu est considérée comme bonne par les critiques car les niveaux sont nombreux mais certains regrettent l'absence de mode multijoueur,. Les critiques sont globalement enthousiastes vis-à-vis du gameplay de Zeno Clash, notamment les phases de combat au corps à corps qui changent de l'ordinaire, mais déplorent quelques approximations, comme par exemple la difficulté pour le joueur d'effectuer une contre-attaque ou les phases de tir trop simplistes.
Le jeu est listé dans le livre Les 1001 jeux vidéo auxquels il faut avoir joué dans sa vie.

### Récompenses
- Mod DB Editor's Choice 2008 : « Best Upcoming Indie » (« Meilleur jeu indépendant en développement »)[30].
- Independent Games Festival 2009 : nommé dans la catégorie « Excellence in Visual Art » (« Excellence en art visuel »)[31].
- IndieCade 2009 : sélection officielle en compétition[32].
- IGN « Games of the Month April 2009 » : « Game of the Month PC » (« Jeu du mois sur PC »)[33].
- PC Gamer « Games of the Year 2009 » : « Indie Game of the Year » (« Jeu indépendant de l'année »)[34].
- Game Developers Choice Awards 2010 : nommé dans la catégorie Best Debut Game (« Meilleur premier jeu »)[35].

## Postérité

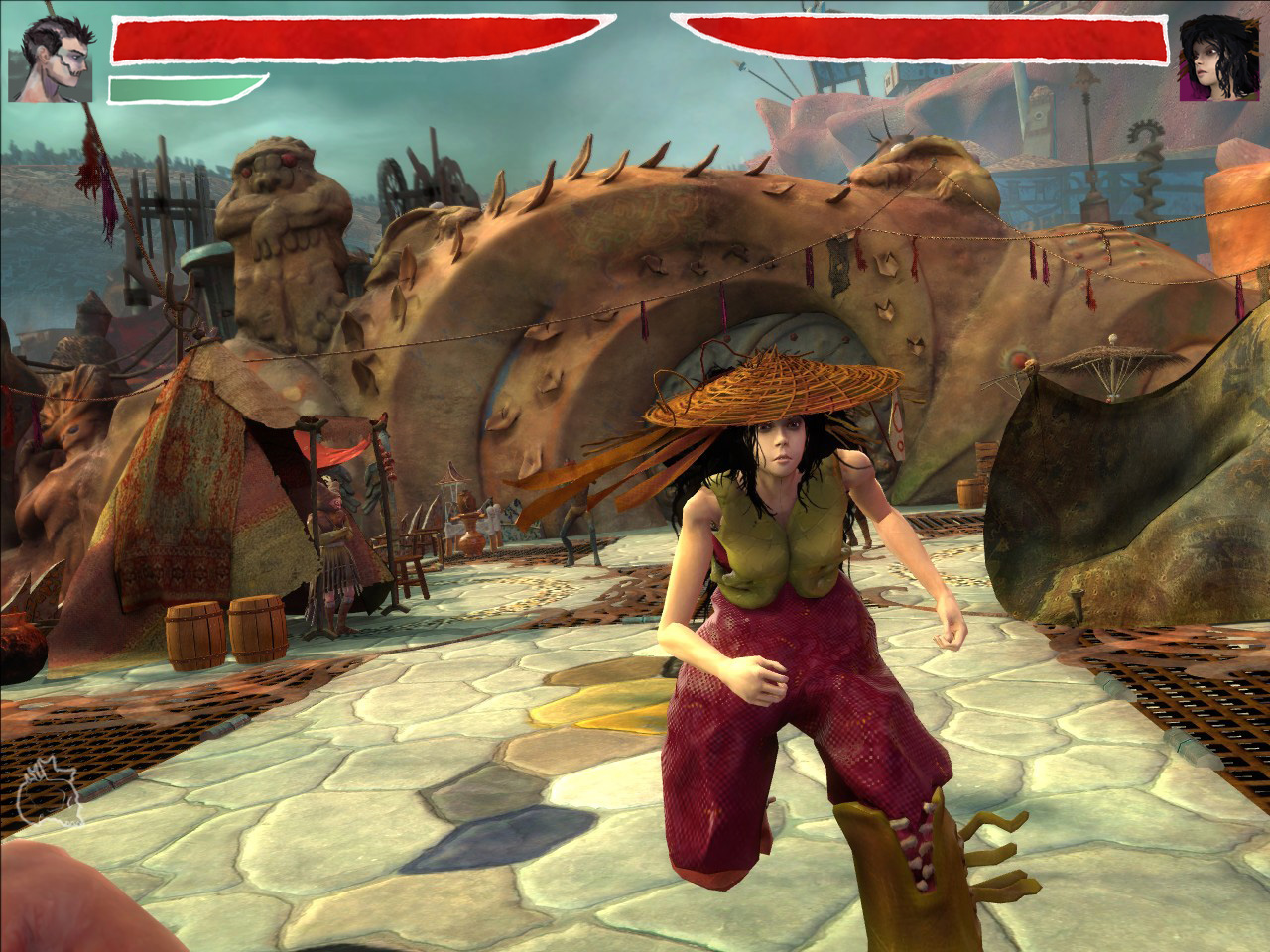
Rimat est le personnage central du webcomic Zeno Clash

À la suite de la nomination de Zeno Clash à l'Independent Games Festival, ACE Team a sorti un court webcomic se déroulant dans l'univers du jeu. Dans cette bande dessinée, le Chasseur montre à Rimat, une des sœurs de Ghat, comment il utilise des écureuils pour traquer ses proies. Peu après la sortie du jeu, ACE Team diffuse du contenu téléchargeable gratuit pour l'éditeur Garry's Mod, comprenant plus de soixante modèles 3D issus de Zeno Clash. Le 19 mai 2009, la suite du jeu, Zeno Clash II, est annoncée. Le 28 juillet, le développeur diffuse le kit de développement du jeu pour que les amateurs puissent créer leurs niveaux et leurs mods. Cette version ajoute également une galerie permettant d'observer les personnages sous toutes les coutures.
Le 1er octobre 2009, ACE Team annonce un partenariat avec Atlus pour un portage sur Xbox Live Arcade nommé Zeno Clash: Ultimate Edition. Cette version intègre un mode coopératif pour le mode Challenge et des améliorations du système de jeu, notamment au niveau des projections,.
Le 9 décembre, la bande originale de Zeno Clash est distribuée en téléchargement (iTunes, CDBaby, etc.). Pour ThatVideoGameBlog, Zeno Clash marque, avec le jeu vidéo The Path, le démarrage d'une nouvelle vague de jeux vidéo indépendants ambitieux et avec un niveau de production comparable aux jeux vidéo produits dans le circuit classique.